# Empire of the Ants
Empire of the Ants (bra: O Império das Formigas) é um filme de terror de ficção científica de 1977, co-roteirizado e dirigido por Bert I. Gordon.  Baseado vagamente no conto "Empire of the Ants", de 1905, de H. G. Wells, o filme envolve um grupo de potenciais compradores de terras liderados por um incorporador de terras, que enfrentam grandes formigas mutantes.
É o terceiro e último filme lançado no ciclo de filmes de H. G. Wells da A.I.P., que inclui The Food of the Gods (1976) and The Island of Dr. Moreau (1977).

## Elenco
- Joan Collins como Marilyn Fryser
- Robert Lansing como Dan Stokely

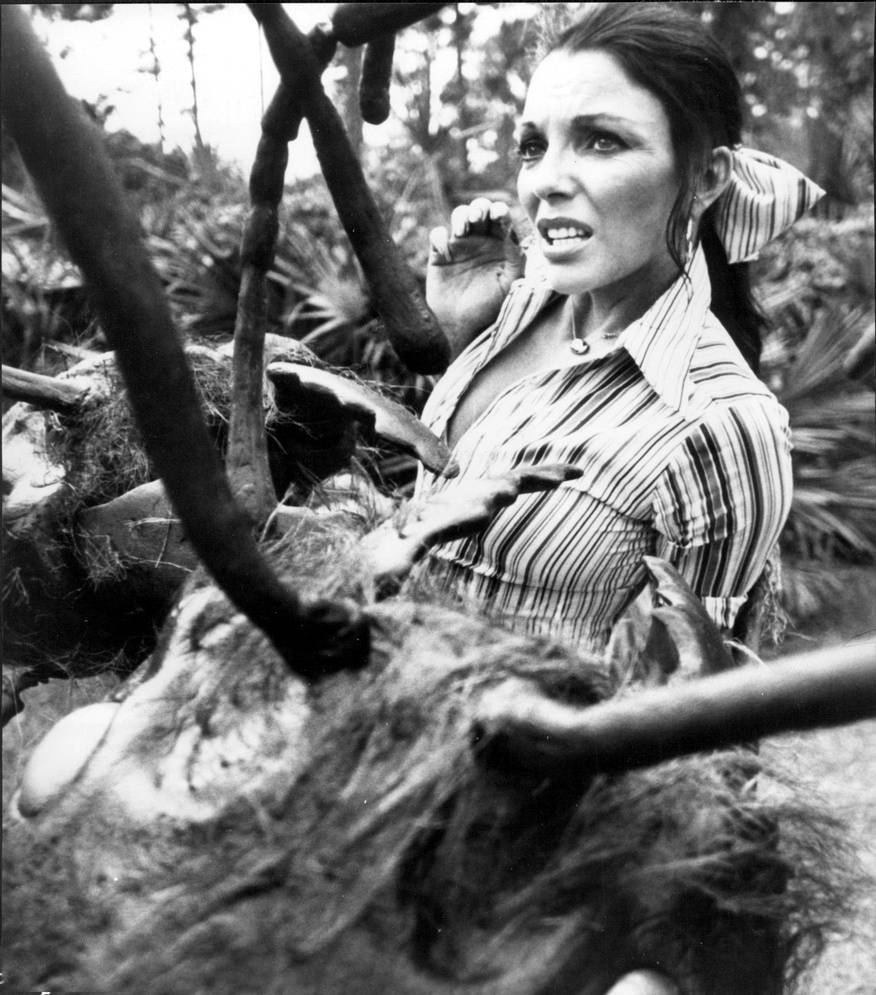
Joan Collins no filme.

- John David Carson como Joe Morrison
- Albert Salmi como xerife Art Kincade
- Jacqueline Scott como Margaret Ellis
- Pamela Susan Shoop (como Pamela Shoop) como Coreen Bradford
- Robert Pine como Larry Graham
- Edward Power como Charlie Pearson
- Brooke (filha de Jack) Palance como Christine Graham
- Tom Fadden (em seu último papel antes de sua morte em 1980) como Sam Russell
- Harry Holcombe como Harry Thompson
- Irene Tedrow como Velma Thompson

## Produção

### Efeitos especiais

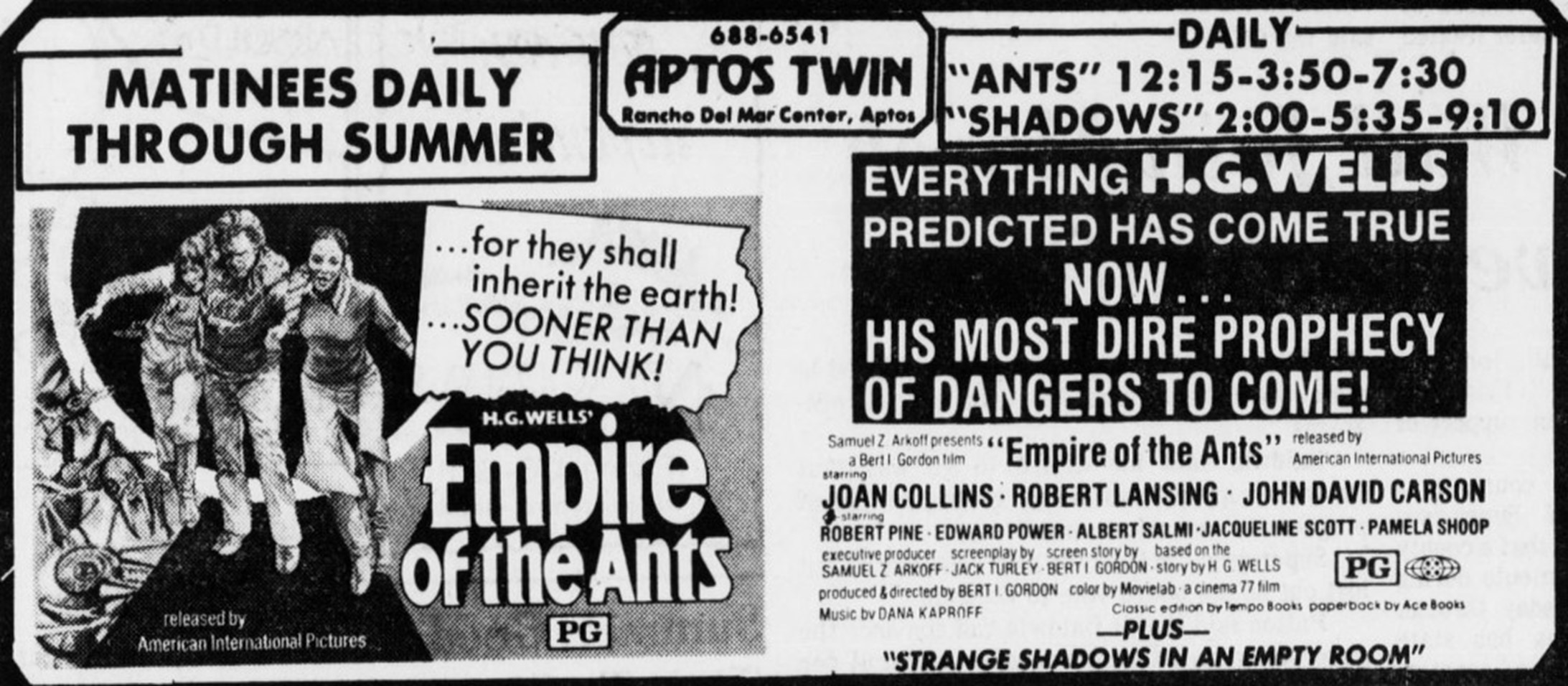
Anúncio de 1977

Tal como acontece com a maioria dos filmes de Bert I. Gordon, o próprio diretor supervisionou a maioria dos efeitos especiais. Para criar o efeito de formigas grandes, o diretor costumava usar a técnica de tomadas processuais, onde imagens close-up de formigas vivas eram combinadas com imagens dos atores no set, reagindo aos insetos ameaçadores. Outro efeito mais grosseiro usado por Gordon foi aquele que ele pegou emprestado de seu filme anterior, Beginning of the End, onde ele colocava insetos vivos em um cenário em miniatura alinhado com fotografias do local e os deixava rastejar. As deficiências dessa técnica foram destacadas em uma cena em que as formigas escalam a parte externa de uma refinaria de açúcar, e algumas delas parecem rastejar repentinamente para fora do prédio e caminhar verticalmente para o céu. Quando o filme pedia que os atores fossem atacados pelas formigas, foram utilizados grandes maquetes de borracha, animados por tripulantes que balançavam os gigantescos adereços na frente da câmera. Joan Collins disse mais tarde que não gostou de trabalhar com os adereços de formigas, pois eles esbarravam e arranhavam os atores, inclusive ela mesma.

### Filmagem
A fotografia principal ocorreu em locações nos condados de Everglades, na Flórida, e nos condados de St. Lucie e Martin, na Flórida, durante o outono de 1976. Filmar em um pântano remoto às vezes se mostrava problemático e era particularmente cansativo para as mulheres porque seus banheiros ficavam a aproximadamente meia hora de distância de lancha. A atriz Pamela Susan Shoop lembra que “como era meia hora em cada sentido, quando fomos ao banheiro tiveram que esperar uma hora. Foi uma bagunça, mas a filmagem foi divertida”. Outro problema com o local era lidar com a vida selvagem imprevisível. De acordo com o ator Robert Pine, houve uma cena em que os atores tiveram que cair de um barco a remo e cair no rio, onde aparentemente havia crocodilos vivos. O diretor já havia prometido que uma gaiola seria instalada para proteger os atores, mas por alguma razão desconhecida a gaiola nunca chegou. Além disso, embora estivessem filmando na Flórida, o clima de outono acabou levando as temperaturas a níveis congelantes. A certa altura, o tempo frio estava tão forte que causou o deslocamento da mandíbula de Shoop durante uma de suas cenas de gritos e ela teve que ser enviada ao hospital para ser tratada.

## Recepção
No Rotten Tomatoes, o filme detém um índice de aprovação de 5% com base em 19 críticas, com uma classificação média ponderada de 2,72/10.
Joan Collins recebeu uma indicação de Melhor Atriz por seu papel principal neste filme no 5º Prêmio Saturno Anual.